# スライダーズ
『スライダーズ』（英語: Sliders）はアメリカのFOXチャンネルで1996年から2000年まで放送されたSFテレビドラマ。ただし、第4シーズン以降はSci Fi Channelで放送された。

## あらすじ
サンフランシスコに住む天才の大学生はパラレルワールドを自由に移動する手段を発明し、パラレルワールドの行き来をできるリモコンのような機械（タイマー）を作った。
だが、ある危機一髪の事件のせいでタイマーの使用を間違えてパラレルワールドをさ迷うようになってしまった。そして、マロリー一行はパラレルワールドからパラレルワールドへ移動して、Earth Prime（アースプライム）へ戻ろうとする。